# Монфор-сюр-Бульзан
Монфо́р-сюр-Бульза́н (фр. Gincla) — коммуна во Франции, находится в регионе Лангедок — Руссильон. Департамент коммуны — Од. Входит в состав кантона Акса. Округ коммуны — Лиму.
Код INSEE коммуны — 11244.

## Население
Население коммуны на 2008 год составляло 102 человека.
| 1962 | 1968 | 1975 | 1982 | 1990 | 1999 | 2008 |
| ---- | ---- | ---- | ---- | ---- | ---- | ---- |
| 130  | 112  | 84   | 72   | 82   | 65   | 102  |

## Экономика
В 2007 году среди 65 человек в трудоспособном возрасте (15—64 лет) 42 были экономически активными, 23 — неактивными (показатель активности — 64,6 %, в 1999 году было 69,7 %). Из 42 активных работали 32 человека (19 мужчин и 13 женщин), безработных было 10 (4 мужчины и 6 женщин). Среди 23 неактивных 2 человека были учениками или студентами, 9 — пенсионерами, 12 были неактивными по другим причинам.